# Ciclovia dell'acqua
La ciclovia dell'acqua o meglio ciclovia dell'acquedotto pugliese è un itinerario ciclabile di circa 500 km che collega Caposele in Irpinia (Provincia di Avellino) fino a Santa Maria di Leuca. Attualmente è stato realizzato solo un percorso ciclabile della Puglia che unisce Figazzano, frazione del comune di Cisternino, a  Villa Castelli attraversando i territori di Ostuni e Ceglie Messapica, lungo una strada di servizio dell'acquedotto pugliese.

## Storia
Il progetto deriva da un protocollo d'intesa tra la regione Puglia e Acquedotto Pugliese S.p.A. del 2008 finalizzato alla restituzione ai fini ciclabili una strada di servizio lungo l'acquedotto. A sua volta il progetto si innesta su una proposta della FIAB ai dirigenti dell'Acquedotto Pugliese per la valorizzazione turistica integrata di itinerari collegati alla direttrice principale dell'Acquedotto del Sele Calore.
La tratta realizzata ripercorre la strada di servizio dell'acquedotto pugliese da Figazzano, contrada del comune di Cisternino, fino all'incrocio della SP 3bis Martina Franca - Ceglie Messapica nel comune di Ceglie Messapica e corrisponde ad un primo lotto dell'itinerario completo di 15 km circa che collegherà Locorotondo al parco Pineta Ulmo (Ceglie Messapica).
I lavori del primo tratto di 10 km sono costati 855 418,49 €.

## Il percorso
Il tracciato segue un tratto dell'acquedotto pugliese interamente all'interno della valle d'Itria, tra i comuni di Locorotondo, Cisternino, Martina Franca, Ostuni, Ceglie Messapica fino al territorio di Villa Castelli presso la centrale idroelettrica di Monte Fellone. Il tracciato è parte dell'itinerario ciclabile nazionale n. 11 (BI11 ciclovia degli Appennini) della rete Bicitalia e rappresenta il primo tratto del sistema della ciclovia dell'Acquedotto di oltre 250 km, inserita nel piano della rete ciclabile regionale della Puglia.
La quota altimetrica all'inizio della tratta a Figazzano è di 334 m s.l.m., l'arrivo a Ceglie Messapica si trova a 325 m s.l.m. La pendenza massima lungo il percorso è pari all'8%; sono presenti inoltre 5 ponti di attraversamento dei canali dell'acquedotto e 2 attraversamenti di strade provinciali.

### Future estensioni

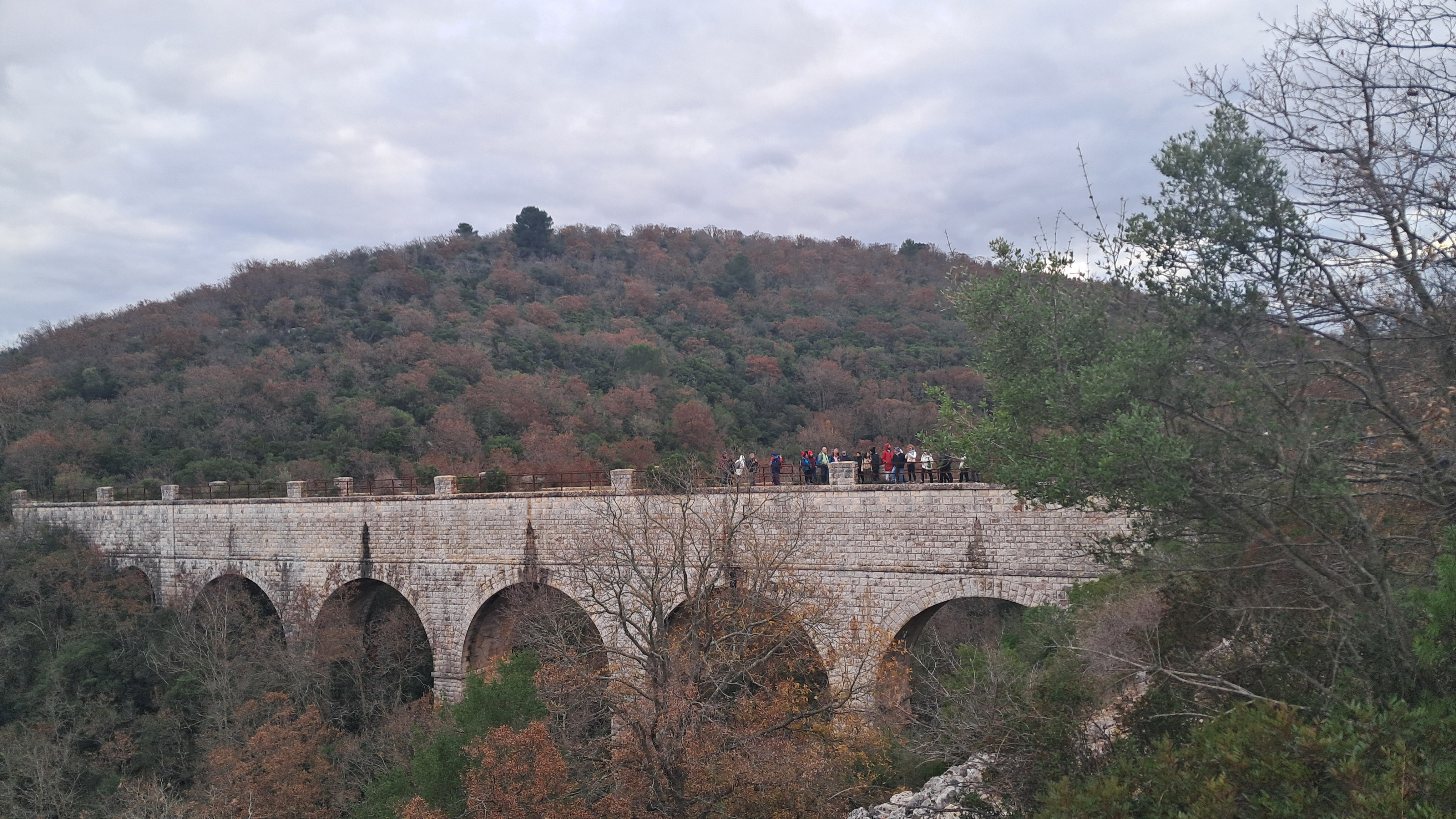
Ponte canale acquedotto pugliese presso Canale di Pirro

Il 27 luglio 2016 il ministero delle infrastrutture, assieme al ministero dei beni culturali ha presentato un primo sistema di ciclovie nazionali, tra cui un percorso che si sviluppa a cavallo tra Puglia, Basilicata e Campania e di cui la ciclovia dell'acqua ne rappresenta un segmento. Il percorso complessivo sarà lungo circa 500 km, di cui 250 di greenway sulle strade di servizio dell'acquedotto pugliese, già comprese nel piano di sviluppo originario della ciclovia dell'acqua, e collegherà la sorgente della sanità a Caposele, in provincia di Avellino dove ha origine l'acquedotto pugliese, con Santa Maria di Leuca, in provincia di Lecce. A inizio 2024 la Regione Puglia ha annunciato una serie di interventi nell'ambito della progettazione e realizzazione di quattro tronchi del percorso ciclabile per un totale di 192 da completare entro il 2026.